# Parlier
Parlier è una città degli Stati Uniti d'America situata nella Contea di Fresno, nello Stato della California.